# فاديم فيليببوف
فاديم فيليببوف هو لاعب كرة قدم روسي في مركز الهجوم، ولد في 8 مارس 1983. لعب مع FC Sibiryak Bratsk ‏.